# Cicinnus packardii
Cicinnus packardii is een vlinder uit de familie van de Mimallonidae. De wetenschappelijke naam van de soort is voor het eerst geldig gepubliceerd in 1865 door Grote.